# 前川謙三
前川 謙三（まえかわ けんぞう、1873年（明治6年）11月13日 - 1946年（昭和21年）3月1日）は、日本の写真家。小西寫眞専門学校（後の東京工芸大学）創立時の講師の一人でもある。

## 生涯
1873年（明治6年）に福井県大野郡鹿谷村大字矢戸口（現・勝山市鹿谷町矢戸口）の医師・前川九兵衛の次男として誕生した。鹿渓小学校卒業後、1888年（明治11年）7月に東京府芝区新桜田町に丸木写真館を構えていた同じ福井県出身の丸木利陽に師事。5年間の契約だったが、期間満了後も技師として丸木写真館に残った。
1895年（明治28年）からは築地明石町のサンマース英語学校にも通い、1898年（明治31年）に渡米して写真術を研究したが、レンブラント採光法を取り入れようとしていた丸木の意向もあったとされる。
サンフランシスコの写真館で学んだ後、1901年（明治34年）からはセントルイスのギュイリン写真専門学校に入学して採光法や印画法を学んだ。卒業後も北米の各都市を移りながら写真館で学び、1902年（明治35年）に帰国して丸木写真館の館主代理となった。1905年（明治38年）8月には海軍水路大監の荒畑岩次郎の次女の静子と結婚した。

### 六桜社時代

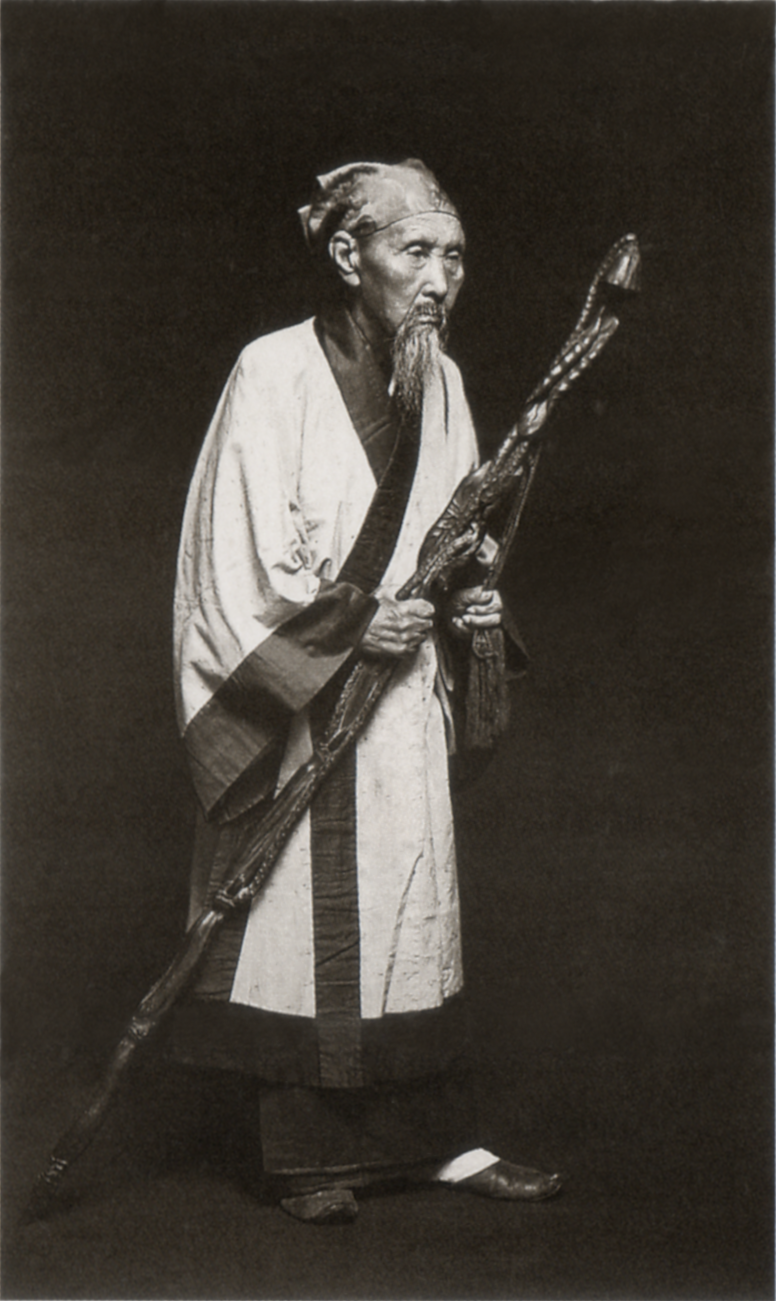
「下岡蓮杖と杖」（大正初期、前川謙三撮影）

1906年（明治39年）に丸木写真館を辞して、翌年からは六桜社写真部（小西屋六兵衛店、後のコニカ）に技師として所属。六桜社時代には、各地で写真術の講習会を開催したり、写真関連のイベントに参加している（1908年の時事新報社の全国美人写真審査では岡田三郎助や高村光雲などと審査員を務めた）。また、小西六系の『写真月報』に写真作品や写真技術の論文を寄稿し、その一つに「下岡蓮杖翁肖像」（『写真月報』第13巻第1号掲載）がある。

### 写真館開業
1909年（明治42年）8月に六桜社を退社し、同年10月18日に横浜市山下町37番に前川写真館を開業した。ところが開業3日目の10月21日に工場火災の延焼で写真館は焼失し、六桜社の支援を受けて1910年（明治43年）4月に改めて弁天通に写真館を開業した。
1915年（大正4年）2月、東京美術学校に臨時写真科が設置されると寄付金を送り、自ら講師にも招かれた。東京美術学校の講師は体調を崩して1年で辞したが、1923年（大正12年）4月に小西寫眞専門学校（後の東京工芸大学）が創立されると講師に就任した。
1923年（大正12年）9月1日、関東大震災の発生により前川写真館は焼失したが、一家は本牧に避難して無事だった。震災後、横浜市の要請で門下生とともに被災地の記録を行ったが、これらは貴重な写真資料となっている。同年12月に写真館を再開。
第二次大戦の戦況が悪化したため長野に疎開したが、店舗は1945年（昭和20年）の横浜大空襲で焼失した。
1945年（昭和20年）末、復員した長男の順三とともに横浜市港北区内で写真館を再開。しかし、風邪をこじらせ療養先の伊東温泉で亡くなった。享年73。
前川写真館は1957年（昭和32年）に神奈川区に移転。撮影機材の老朽化や後継者の不在などから、前川写真館は2024年（令和6年）8月末に閉館することになった。